# Fentale
Fentale (2007 m n. m.) nebo Fentale Isate Gemora (jiný přepis: Fäntale nebo Fäntale Isatä Gämora, italsky Monte Fantale) je v současnosti neaktivní stratovulkán, nacházející se na severním okraji etiopského riftu v Etiopii. Jeho vrchol je ukončen kalderou s rozměry 2,5×4,5 km s výškou stěn 500 m. Výplň kaldery tvoří trachytické lávové proudy, samotný vulkán je tvořen převážně ryolitovými lávovými proudy s menšinovým obsahem Tufů. Erupce v roce 1820 se odehrála na jižních svazích sopky, když se z 4 km dlouhé trhliny vylila čedičová láva o objemu 2,5×107m3. Sopka leží na území Národního parku Awaš.